# Reformiertes Kirchenzentrum Obersiggenthal

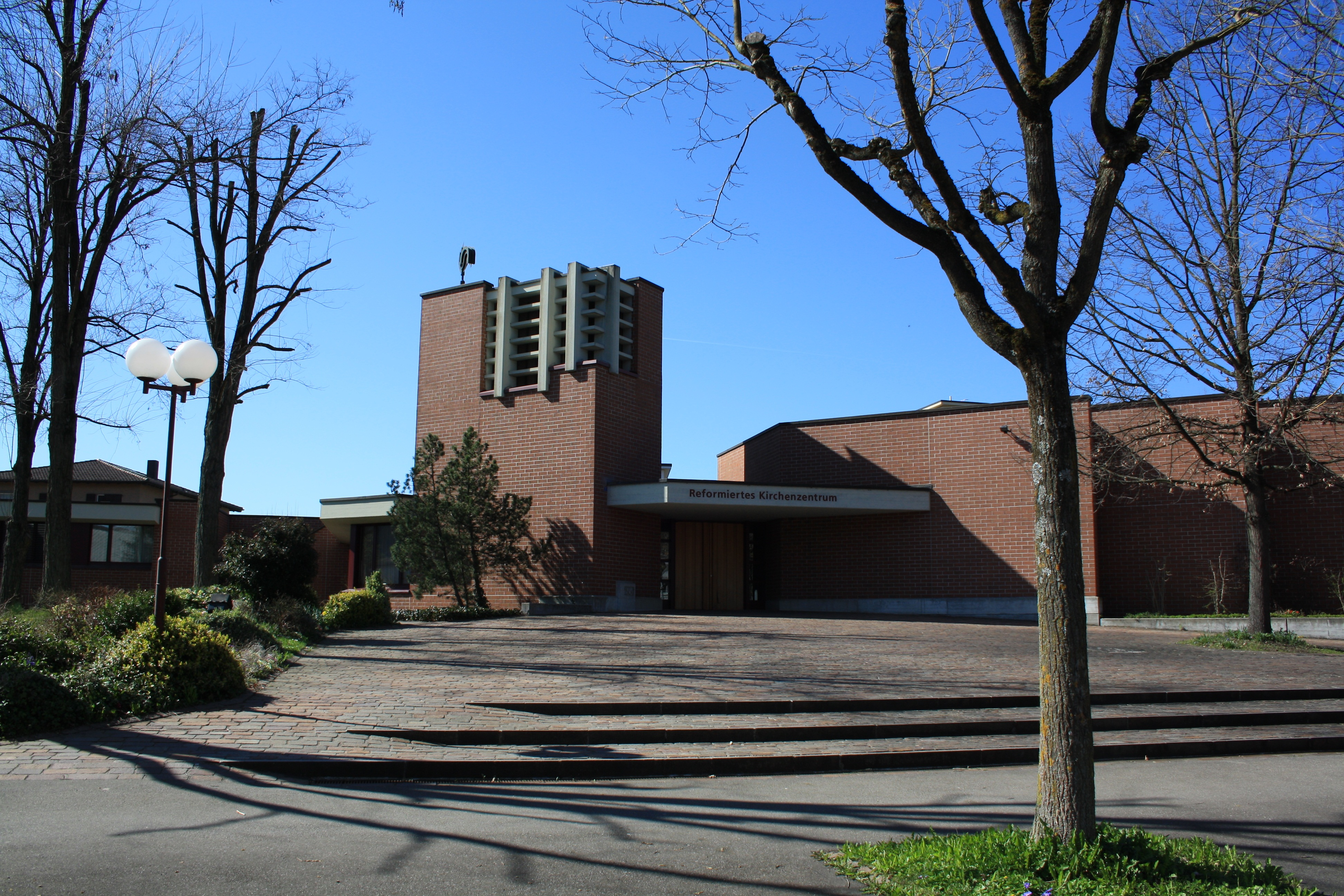
Ref. Kirchenzentrum

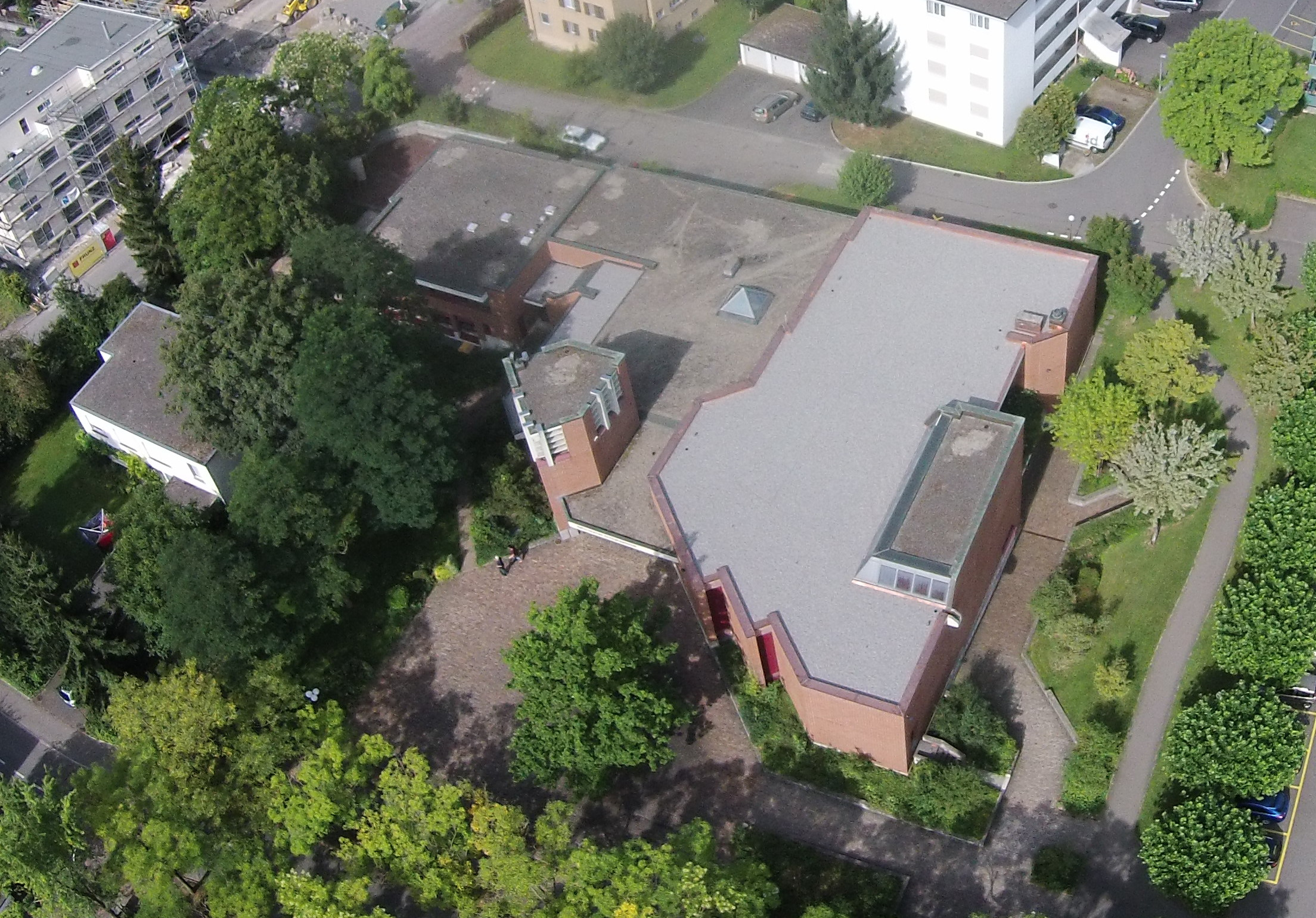
Luftaufnahme des ref. Kirchenzentrums

Das reformierte Kirchenzentrum Obersiggenthal ist Kirche und Gemeindezentrum der Teilkirchgemeinde Obersiggenthal der reformierten Kirchgemeinde Baden, im Schweizer Kanton Aargau. Es wurde 1985 eingeweiht. 

## Geschichte
Die Kirchgemeinde Baden ist in vier Teilkirchgemeinden unterteilt, die jeweils über eine eigene kirchliche Infrastruktur verfügen. Im 1985 eingeweihten kirchlichen Zentrum findet sich im Obergeschoss der Gottesdienstraum, aber auch ein Saal, ein Unterrichtsraum und diverse andere Räume sind im Zentrum zu finden. Es befindet sich im Obersiggenthaler Ortsteil Nussbaumen.